# Saison 2 de Dead to Me
Chronologie
Saison 1 Saison 3
Cet article présente le guide des épisodes de la deuxième saison de la série télévisée américaine  Dead to Me.

## Résumé de la saison
Jen a tué Steve dans un coup de colère et Judy accepte de l'aider à cacher le corps à tout le monde. Le secret va vite peser sur la relation déjà compliquée entre les deux femmes, d'autant que la famille Wood va se mettre à la recherche de Steve.

## Distribution

### Acteurs principaux
- Christina Applegate : Jen Harding
- Linda Cardellini : Judy Hale
- James Marsden : Ben Wood
- Max Jenkins : Christopher Doyle
- Sam McCarthy : Charlie Harding
- Luke Roessler : Henry Harding

## Liste des épisodes

### Épisode 1:Tu sais ce que tu as fait
- États-Unis et  Monde : 8 mai 2020

### Épisode 2:Où étais-tu?
- États-Unis et  Monde : 8 mai 2020

L'homme qui a sonné chez Jen s'avère être Ben, le jumeau de Steve, qui se demande où se trouve son frère. Judy, qui connaît bien Ben, lui ment en disant que Steve s'est enfui au Mexique après qu'il soit recherché par le FBI pour blanchiment d'argent, mais lui avoue qu'elle est celle qui l'a dénoncé, ce que comprend Ben. Paniquée par les récents événements, Jen veut confier la garde de ses deux fils à sa belle-mère Lorna en cas de problèmes liés au meurtre de Steve.

### Épisode 3:Tu ne peux pas vivre comme ça
- États-Unis et  Monde : 8 mai 2020

### Épisode 4:Entre toi et moi
- États-Unis et  Monde : 8 mai 2020

### Épisode 5:Tu dois payer le prix
- États-Unis et  Monde : 8 mai 2020

### Épisode 6:Je ne vais pas t'obliger
- États-Unis et  Monde : 8 mai 2020

### Épisode 7:Si seulement tu savais
- États-Unis et  Monde : 8 mai 2020

### Épisode 8:Il fallait que ce soit toi
- États-Unis et  Monde : 8 mai 2020

### Épisode 9:Ce n'est pas toi, c'est moi
- États-Unis et  Monde : 8 mai 2020

### Épisode 10:Et maintenant, où allons-nous?
- États-Unis et  Monde : 8 mai 2020